# Parco nazionale di Lemmenjoki
Il parco nazionale di Lemmenjoki (in finlandese:Lemmenjoen kansallispuisto ) è un parco nazionale della Finlandia, nella provincia della Lapponia. È stato istituito nel 1956 e occupa una superficie di 2.850 km².